# Galerucella dufresni
Galerucella dufresni es una especie de insecto coleóptero de la familia Chrysomelidae.
Fue descrita científicamente en 1835 por Klug.